# Family Circle Cup 1992
Family Circle Cup 1992 — жіночий тенісний турнір, що проходив на відкритих кортах з ґрунтовим покриттям Sea Pines Plantation у Гілтон-Гед-Айленді (США). Належав до турнірів 1-ї категорії в рамках Туру WTA 1992. Відбувсь удвадцяте і тривав з 30 березня до 5 квітня 1992 року. Перша сіяна Габріела Сабатіні здобула титул в одиночному розряді, свій другий підряд на цих змаганнях.

## Фінальна частина

### Одиночний розряд
Габріела Сабатіні —  Кончіта Мартінес 6–1, 6–4
- Для Сабатіні це був 3-й титул в одиночному розряді за сезон і 23-й — за кар'єру.

### Парний розряд
Аранча Санчес Вікаріо /  Наташа Звєрєва —  Лариса Савченко-Нейланд /  Яна Новотна 6–4, 6–2
- Для Санчес Вікаріо це був 6-й титул в парному розряді за сезон і 14-й — за кар'єру. Для Звєрєвої 2-й титул в парному розряді за сезон і 21-й — за кар'єру.